# Woolmer
Woolmer – wieś w Anglii, w hrabstwie Hampshire, w dystrykcie East Hampshire. Leży 36 km na wschód od miasta Winchester i 71 km na południowy zachód od Londynu. W 2010 miejscowość liczyła 550 mieszkańców.